# Angelo Giacinto Scapardini
Angelo Giacinto Scapardini OP (* 22. Dezember 1861 in Miasino, Provinz Novara; † 18. Mai 1937 in Vigevano, Provinz Pavia) war ein italienischer Ordensgeistlicher und römisch-katholischer Bischof von Vigevano.

## Leben
Angelo Giacinto Scapardini empfing am 20. September 1884 das Sakrament der Priesterweihe für das Bistum Novara. Anschließend war er als Regens des Priesterseminars in Novara und als Domherr an der Kathedrale von Novara tätig. Am 25. Oktober 1899 trat Scapardini der Ordensgemeinschaft der Dominikaner bei und legte am 4. November 1900 die Profess ab. Später wirkte er als Prediger in Mailand, Vercelli, Ferrara, Genua und Florenz.
Am 29. April 1909 ernannte ihn Papst Pius X. zum Bischof von Nusco. Der Erzbischof von Turin, Agostino Kardinal Richelmy, spendete ihm am 6. Juni desselben Jahres in der Kirche San Domenico in Turin die Bischofsweihe; Mitkonsekratoren waren der Erzbischof von Genua, Edoardo Pulciano, und der Bischof von Adria, Tommaso Pio Boggiani OP. Sein Wahlspruch Est est non non („Ja ja, nein nein“) stammt aus Mt 5,37 . Die Amtseinführung erfolgte am 31. Oktober 1909.
Papst Pius X. ernannte ihn am 30. August 1910 zum Apostolischen Delegaten in Bolivien und Peru sowie am 10. September desselben Jahres zum Titularerzbischof von Antiochia in Pisidien. Bereits am 23. September 1909 wechselte Scapardini das Titularerzbistum und wurde Titularerzbischof von Damascus. In Peru war Angelo Giacinto Scapardini mit einer Reform des kirchlichen Lebens betraut, die die Errichtung eines zentralen Priesterseminars in Lima sowie Maßnahmen zur Verbesserung der Ausbildung und Disziplin des Klerus umfassten. In Bolivien traf er auf eine schwierige Beziehung zwischen Staat und Kirche. Insbesondere musste er sich mit Fragen der Religionsfreiheit und der Trennung von Kirche und Staat sowie den Plänen der bolivianischen Regierung, die kontemplativen Frauenklöster aufzulösen, auseinandersetzen. Während seiner Zeit in Bolivien und Peru wurde Scapardini Internuntius. Am 4. Dezember 1916 bestellte ihn Papst Benedikt XV. zum Apostolischen Nuntius in Brasilien. 1920 trat Scapardini von diesem Amt zurück.
Am 27. August 1921 ernannte ihn Papst Benedikt XV. zum Bischof von Vigevano und verlieh ihm den persönlichen Titel eines Erzbischofs. Die Amtseinführung fand am 29. Januar 1922 statt.

## Schriften
- La Massoneria, ecco il nemico! Conferenza popolare tenuta per cura della Società operaia cattolica di M. S. l’8 aprile 1894. Premiata tipografia dei fratelli Miglio, Novara 1894, OCLC 1078158225 (italienisch).